# NGC 4348
NGC 4348 (другие обозначения — MCG 0-32-3, ZWG 14.23, KARA 527, IRAS12213-0310, PGC 40284) — спиральная галактика (Sbc) в созвездии Дева.
Этот объект входит в число перечисленных в оригинальной редакции «Нового общего каталога».
Галактика наблюдается с ребра и в ней заметно искривление тонкого диска. Оно вероятно вызвано гравитационным взаимодействием галактики в группе. 